# Pojistné podmínky

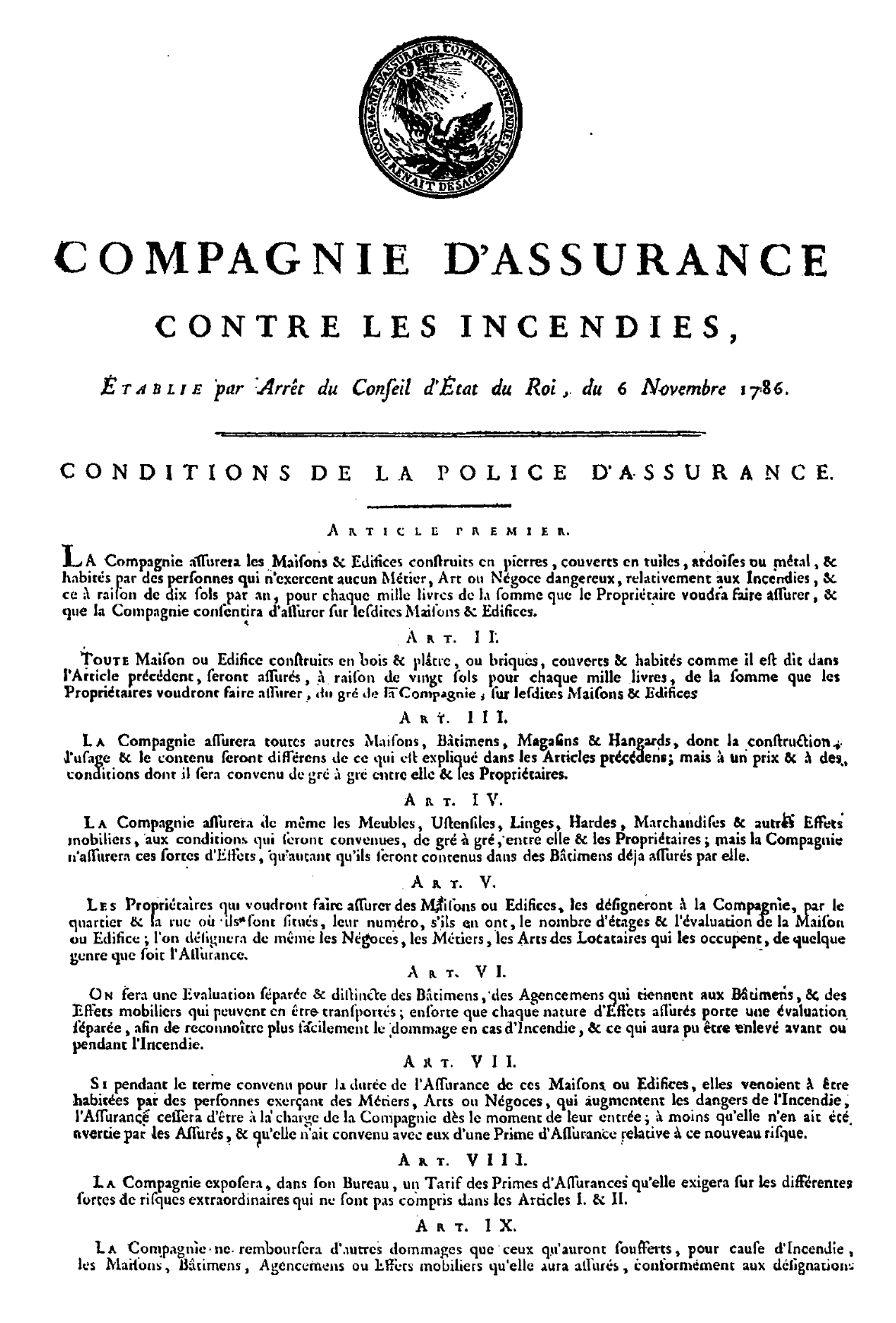
Titulní strana pojistných podmínek z roku 1786

Pojistné podmínky jsou dokument, který obsahuje důležité smluvní podmínky vztahující se k pojištění: především na jaké pojistné události se pojištění vztahuje, jaký je rozsah náhrady v případě škody (obvykle závisí na okolnostech a dalších podmínkách), kdy a jak může pojištění zaniknout apod.
Pojistné podmínky vydávají pojišťovny a platí pro určitý typ pojištění: buď pro konkrétní pojistný produkt (např. tzv. povinné ručení), nebo pro celé pojistné odvětví (v tomto případě pojištění motorových vozidel). Jsou součástí pojistné smlouvy. Existence pojistných podmínek je povinná a vychází z občanského zákoníku.

## Význam pojistných podmínek
Pojistné podmínky jsou obecná ustanovení v pojistné smlouvě, která jsou pro mnoho smluv nebo typů smluv stejná. Jejich cílem je zjednodušit smluvní proces.
Pojistné podmínky mohou být uvedeny buď přímo ve vlastní pojistné smlouvě, nebo častěji jsou – právě z důvodu zjednodušení – připraveny jako samostatný dokument. V obou případech jsou však tzv. nedílnou součástí smlouvy.

### Vztah pojistníka k pojistným podmínkám
Podle § 2774, odst. 2 občanského zákoníku je nutné, aby byl pojistník – ten kdo smlouvu uzavírá – s pojistnými podmínkami prokazatelně seznámen před uzavřením smlouvy (výjimkou jsou podle zákona pojistné smlouvy uzavírané na dálku, obvykle přes internet nebo i telefonicky). Ve vlastní pojistné smlouvě proto bývá formulace, že pojistitel prohlašuje, že byl s podmínkami seznámen, že si je přečetl apod.
Naprostá většina klientů však před sjednáním pojištění obsáhlé pojistné podmínky nečte. Přitom právě pojistné podmínky (ne vlastní pojistná smlouva) určují to, co je pro pojištěného v případě pojistné události nejdůležitější – zda se na danou škodnou událost pojištění vztahuje nebo ne. Velmi důležitá je v pojistných podmínkách proto pasáž o tzv. výlukách z pojištění. Zde bývá např. často uvedeno, že právo na pojistné plnění nevzniká za škody způsobené jadernou energií, chemickými látkami nebo biologickou kontaminací.

## Právní úprava
Existenci pojistných podmínek zavádí zákon č. 277/2009 Sb., o pojišťovnictví. Ten v § 3, odst. 2, písm. k) definuje pojistné podmínky jako podmínky zpracované pojistitelem pro uzavírání pojistných smluv pro jednotlivá pojistná odvětví, pro skupiny těchto odvětví nebo pro jednotlivé typy pojištění uzavíraných v rámci pojistného odvětví, zejména všeobecné pojistné podmínky, zvláštní nebo doplňkové pojistné podmínky.

### Obsah pojistných podmínek
Vlastní obsah podmínek vychází z občanského zákoníku (zákon č. 89/2012 Sb., ve znění pozdějších předpisů), který v § 2774 uvádí, co musí pojistné podmínky především obsahovat:
- podmínky vzniku, trvání a zániku pojištění – především podmínky, za jakých může jedna strana smlouvu vypovědět nebo od ní odstoupit, a kdy v takových případech pojištění končí,
- vymezení pojistné události – co pojistná událost je (např. úder blesku u pojištění majetku) a co již není (např. poškození zatékající vodou u stejného typu pojištění),
- výluky z pojištění – podmínky, za kterých pojišťovna není povinna poskytnout pojistné plnění (často bývá např. v podmínkách uvedeno, že se pojištění nevztahuje na následky způsobené válečnými událostmi),
- způsob určení rozsahu pojistného plnění a jeho splatnost – např. v některých případech pojišťovna hradí celou cenu opravy poškozené věci a jindy poskytuje plnění jen do výše tzv. časové ceny (ceny, kterou měla věc před pojistnou událostí).

Zákon určuje obsah pojistných podmínek jen v obecné rovině, protože jejich obsah je závislý především na typu pojištění.

### Vztah pojistných podmínek k dalším předpisům
Pojistnými podmínkami se řídí konkrétní uzavřené pojištění. Jsou obvykle hlavním dokumentem, kde jsou uvedeny podmínky daného typu pojištění.
Dalším dokumentem, kterým se konkrétní pojištění řídí, je vlastní pojistná smlouva podepsaná při uzavírání pojištění mezi pojištěným (přesněji pojištěncem neboli pojistníkem) a pojistitelem (obvykle pojišťovnou). V ní jsou obsaženy již konkrétní podmínky a údaje: na koho nebo co se pojištění vztahuje (jméno osoby u životního pojištění, konkrétní automobil u havarijního pojištění apod.), od kdy a do kdy pojištění platí, jak vysoké je pojistné apod.
Pojištění se dále řídí obecně závaznými právními předpisy, především:
- zákonem č. 89/2012 Sb., občanským zákoníkem, který jako základní upravuje vztahy mezi účastníky pojištění, které vzniklo na základě pojistné smlouvy (tzv. soukromé pojištění); stanovuje práva, povinnosti a postavení jednotlivých účastníků pojištění a upravuje vznik, trvání, zánik a případné změny pojištění; týká se i dalších typů pojištění, které byly dříve upraveny jen obecně (především pojištění úvěru a kauce, pojištění právní ochrany nebo pojištění atomových a ekologických rizik),[7]
- v konkrétních případech i zvláštními předpisy, např. u pojištění motorových vozidel zákonem č. 168/1999 Sb., o pojištění odpovědnosti za škodu způsobenou provozem vozidla.[8]

### Schvalování pojistných podmínek
Pojišťovny mohou vydávat a používat pojistné podmínky, aniž by musel být předem schváleny orgánem dohlížejícím na pojistný trh – Českou národní bankou. Musí je však předložit ke kontrole po jejich vydání.

### Právní úprava pojistných podmínek před rokem 2014
Do 31. 12. 2013 bylo soukromé pojištění upraveno zákonem č. 37/2004 Sb., o pojistné smlouvě. Jeho obsahová část byla zrušena občanským zákoníkem, který vstoupil v účinnost 1. 1. 2014.

## Obecné a zvláštní pojistné podmínky
Pojistné podmínky se mohou dělit na všeobecné (obvyklá zkratka VPP), doplňkové (DPP) a speciální nebo též zvláštní (někdy ZPP).
- Všeobecné pojistné podmínky jsou nejčastější. Bývají předtištěné, např. na rubu formuláře vlastní pojistné smlouvy nebo na zvláštních listech. Obvykle platí pro konkrétní typ pojištění, ale mohou existovat i obecnější podmínky platné pro celé pojistné odvětví.

- Doplňkové pojistné podmínky rozšiřují všeobecné pojistné podmínky na konkrétní pojistný produkt. Mohou existovat např. všeobecné pojistné podmínky pro pojištění majetku občanů a k nim doplňkové pojistné podmínky platné jen pro pojištění obytných budov.[11]

- Zvláštní pojistné podmínky jsou obvykle přizpůsobeny konkrétní pojistné smlouvě. Nebývají společné pro celý pojistný produkt, někdy se mohou i lišit smlouvu od smlouvy. Často jsou jejich obsahem tabulky s výpočty (např. pojistné plnění podle věku pojištěného) nebo limity.[12] Mnoho typů pojistných smluv však žádné zvláštní pojistné podmínky neobsahuje.

## Platnost pojistných podmínek
I když pojišťovna stále nabízí konkrétní typ pojištění (např. pojištění domácnosti), může po několika letech (zřídka měsících) vydat novou variantu všeobecných pojistných podmínek, kterými upravuje podmínky pojištění podle vývoje pojistného trhu. Pokud se např. zvýší počet krádeží vloupáním do sklepů, může na to pojišťovna reagovat tak, že v nové verzi pojistných podmínek bude pro výplatu náhrady (pojistného plnění) požadovat, aby byl sklep zabezpečen kvalitnějším a odolnějším zámkem.
Na již uzavřené smlouvy však nemá nová verze pojistných podmínek vliv. Pojistné podmínky jsou podle zákona nedílnou součástí smlouvy a proto se pojištění stále řídí těmi podmínkami, které k ní byly přiloženy, resp. které platily v době, kdy byly smlouva uzavřena.

### Možnost odchylek od pojistných podmínek
Pojistné podmínky nejsou závazný právní předpis, ale praktická forma pomáhající zjednodušit uzavření smlouvy. Proto je možné vlastní pojistnou smlouvou tyto předem připravené pojistné podmínky změnit. Je však třeba, aby smlouva jako celek pak byla bezrozporná a srozumitelná a aby neodporovala zákonům a dobrým mravům (v souladu s § 1 občanského zákoníku).
V okamžiku uzavření pojistné smlouvy se pojistné podmínky (verze, připojená ke smlouvě) stává součástí této smlouvy a proto se už od nich nelze odchýlit. Jedinou možností, v praxi obvykle nevyužívanou, by byla dohoda obou stran – tedy pojistníka a pojistitele (pojišťovny).